# Super Alèxia
Super Alexia, també conegut com a Follow my dreams, va ser un mural de l'artista de carrer italià TVBoy, situat a Barcelona. Originalment pintat el 2022, representava a la futbolista Alexia Putellas com a Superwoman, celebrant les dones i l'èxit individual i col·lectiu de Putellas. L'original es va redissenyar el 2023, abans de ser substituït el 2024 quan TVBoy va crear un nou mural amb diverses futbolistes (incloent-hi Putellas com a Superwoman) a la paret.
TVBoy es va inspirar en la seva filla per crear el mural. Va ser pintat al barri barceloní de Gràcia i va ser vandalitzat i reparat diverses vegades.

## Fons i disseny
L'artista de carrer italià TVBoy fa molts anys que viu a Barcelona. El març del 2022 la filla petita de TVBoy li va dir que volia ser futbolista com Alexia Putellas, la guanyadora de la Pilota d'Or i la capitana del FC Barcelona Femení. L'èxit de l'equip en aquell mes i les paraules de la seva filla van servir d'inspiració perquè TVBoy creés un mural de Putellas que inspiraria altres noies. Va presentar el mural el Dia del Pare el març de 2022. Es trobava al carrer de l'Escorial (de Joanic) a Gràcia, un barri de Barcelona que acull l'art i l'arquitectura de carrer emblemàtics, i que és partidari del feminisme i dels drets LGBTQ+, motius pels quals TVBoy va considerar que era ideal per al mural de Putellas.
Al mateix lloc abans hi havia un alre mural de TVBoy, dedicat al futbolista argentí Diego Maradona, pintat després de la seva mort; un mural que havia rebut algunes crítiques negatives. TVBoy havia pintat Maradona "meitat sant, meitat diable" per reflectir els seus problemes, però quan va conèixer millor les contradiccions de Maradona va voler substituir-la per una obra d'art en honor a una dona, "va pensar que era un bon missatge que aquesta vegada una dona fos la campiona, l'estrella”.
Inicialment, el mural representava a Putellas com a Superwoman, amb una samarreta del Barcelona amb una "A" dins un cor al pit com un escut de superheroi, i una capa vermella. El fons era de color lila per representar el feminisme i comptava amb el lema "segueix els teus somnis", en anglès. El setembre de 2023, després de la victòria d'Espanya a la Copa del Món Femenina de la FIFA 2023 i el vandalisme reiterat de l'original, TVBoy i la seva filla van redissenyar el mural. En el mural renovat, Putellas es representava amb una capa i alçant les mans en forma de cor. La seva samarreta i el fons del mural estaven pintats de blau, vermell i daurat, una barreja dels colors del FC Barcelona i de la senyera. L'eslògan va ser substituït per "Labor omnia vincit improbus", que reflectia el títol del documental de Putellas Alexia: Labor Omnia Vincit.

## Vandalisme
El mural va ser elogiat per reflectir en l'art i la societat que "els herois ja no han de ser homes" i que el futbol no és només per a homes. Tot i que Putellas i el mural són populars a Barcelona, ha estat vandalitzat primer el juny de 2022, quan TVBoy va haver-lo d'arreglar i va aprofitar per compartir el missatge "odiadors, mai ens rendim" a les xarxes socials. El gener de 2023 va ser desfigurat amb grafits d'insults lesbofòbics i comentaris misògins; TVBoy estava a Ucraïna en aquell moment, però el va restaurar de nou al febrer. Una imatge del mural vandalitzat es va mostrar a l'exposició "Jugo com una nena!" al Palau Robert l'estiu de 2023, il·lustrant insults i estereotips de les esportistes. La imatge s'exhibeix en una paret que es col·loca com a barrera física en una pista de córrer, que els visitants de l'exposició poden trencar.
El mural redissenyat va ser vandalitzat el gener de 2024, i La Vanguardia va atribuir-ho a les tensions socials per l'augment de l'activisme feminista de Putellas.

## Eliminació
El maig de 2024, TVBoy va crear un nou mural en honor a l'equip Barcelona Femení –que aquell mes havia guanyat la final de la UEFA Women's Champions League 2024 per completar un quàdruple continental– per substituir Follow my dreams. El mural de 2024 es va qualificar de nou; el redisseny de 2023 havia estat descrit per TVBoy simplement com una renovació del mateix mural original. El nou mural encara mostrava Putellas com a Superwoman, incorporant també imatges de les companyes d'equip Aitana Bonmatí com a Wonder Woman i Salma Paralluelo com a Batgirl.